# Messaouda Boubaker
Messaouda Boubaker (en àrab, مسعودة بنت أحمد بن بوبكر; Sfax, Tunísia, 19 de febrer de 1954) és una novel·lista tunisiana que escriu en àrab.
Boubaker va estudiar al maktab Al-Sheikh Al-Sabti a Djebel Jelloud. Després de la primària, es va traslladar a la capital tunisiana on va completar els seus estudis de secundària especialitzant-se en la branca literària al barri de Montfleury deTunis. Després es va graduar en una escola de formació en administració i secretariat a Hammam Lif. Va començar a treballar en una empresa privada. Va escriure poesia, relat, novel·la, articles i contes per a nens. És membre de l'Associació de Periodistes Tunisians (AJT), del Club de Relats Abu al-Qasim al-Shabbi, del Club Cultural Tahar Haddad, de la Unió d'Escriptors Àrabs i de la Unió d'Escriptors de Tunísia, del qual va ser membre de la junta directiva entre 2009 i 2011.
Va participar activament a la Unió d'Escriptors de Tunísia durant dos anys (important punt de trobada d'autors de relats a principis dels anys noranta) i va supervisar el saló literari mensual Discussions literàries al Club de relats Abu al-Qasim al-Shabbi el 2003 i 2004. A més, va participar en nombrosos festivals tant de la capital com de la resta del país, de la mateixa manera que va formar part del jurat de diversos concursos literaris: el concurs de novel·la Comar d'or, el concurs de relats del Banc de Tunísia , el premi Abu Al-Qasim Al-Shabbi, el concurs de contes breus del Club de contes, el concurs literari CREDIF i el concurs de novel·la del Club Cultural Tahar Haddad.
Va participar en seminaris literaris i filosòfics regionals i internacionals a Líbia, Marroc, Síria i Suïssa. Va ser publicada en diaris i revistes locals i àrabs. Així mateix, va escriure columnes setmanals per als diaris Al-Shorouk i Essahafa, les revistes Hakaek i Miraat-Wassat i després va escriure a la secció cultural del diari Al-Horriya. Posteriorment, va contribuir a la producció d'un programa matinal de la Ràdio Nacional Tunisiana i del programa Revistes àrabs de la Ràdio Cultural de Tunísia. Les novel·les Lailat al-Guiyab (en àrab: اﻟﻐﯿﺎب ﻟﯿﻠﺔ, “La nit de l'absència”), Truchqana (en àrab: طرشقانة, “Truchqana”) i Widaan Hammurabi (en àrab وداعا حمورابي, “El comiat d'Hammurabi”) van constituir temes de treballs acadèmics a Tunísia i a l'estranger.